# Municipio de Tlaxcoapan
El municipio de Tlaxcoapan es uno de los ochenta y cuatro municipios que conforman el estado de Hidalgo en México. La cabecera municipal y localidad más poblada es Tlaxcoapan.
El municipio se localiza al sur del territorio hidalguense entre los paralelos 20°3′ y 20°8′ de latitud norte; los meridianos  99°10′ y 99°18′ de longitud oeste; con una altitud de 2100 m s. n. m. Este municipio cuenta con una superficie de 39.00 km², y representa el 0.19 % de la superficie del estado; dentro de la región geográfica denominada como el Valle del Mezquital.
Colinda al norte con los municipios de Tezontepec de Aldama y Tlahuelilpan; al este con los municipios de Tlahuelilpan, Tetepango y Atitalaquia; al sur con los municipios de Atitalaquia y Tula de Allende; al oeste con los municipios de Tula de Allende y Tezontepec de Aldama.
Tlaxcoapan se considera dentro de los municipios metropolitanos de la zona metropolitana de Tula, integrada también por los municipios de Tula de Allende, Atitalaquia, Atotonilco de Tula, y Tlahuelilpan, siendo Tula de Allende el municipio central.

## Toponimia
La palabra Tlanalapa proviene del náhuatl Tachtli ‘juego de pelota’, atl ‘agua’ y pan ‘sobre’; por lo que su significado es «Sobre o en el río del juego de pelota». Otro significado podría ser que se descompone en Tlachco (de tlachtli 'juego de pelota' y el locativo -co 'en') 'en el juego de pelota' o literalmente 'cancha de juego de pelota'; atl 'agua', y el sufijo locativo -pan 'sobre'; por lo que su significado es «En el juego de pelota sobre el río».

## Geografía

### Relieve e hidrográfica
En cuanto a fisiografía se encuentra dentro de las provincias del Eje Neovolcánico; dentro de la subprovincia Sierras y Llanuras de Querétaro e Hidalgo. Su territorio es llanura (87.0%), lomerío (9.0%) y sierra (4.0%).
En cuanto a su geología corresponde al periodo neógeno (52.0%) y cuaternario (22.02%). Con rocas tipo ígnea extrusiva: volcanoclástico (52.0%); suelo: aluvial (22.02%). En cuanto a cuanto a edafología el suelo dominante es vertisol (35.02%), phaeozem (29.0%) y leptosol (10.0%).
En lo que respecta a la hidrología se encuentra posicionado en la región hidrológica del Pánuco (3.0%); en las cuencas del río Moctezuma; dentro de las subcuenca del río Salado (79.0%) y río Tula (21.0%). Cuenta además, con treinta y cinco cuerpos de agua.

### Clima
El municipio presenta en toda su extensión un clima Semiseco templado. Registra una temperatura media anual de alrededor de los 17 °C, su precipitación pluvial total asciende en promedio a 850 milímetros por año, y el período de lluvias es más marcado de mayo a junio.

### Ecología
En flora tiene una vegetación presenta nopales, magueyes, huizaches y cardos. En cuanto a fauna se cuenta con tlacuaches, tejones, zorrillos, liebres, conejos, ardillas, serpientes, ratas, lagartijas, aves de diferentes especies, camaleones, ratones de campo e insectos de diversas especies.

## Demografía

### Población
De acuerdo a los resultados que presentó el Censo Población y Vivienda 2020 del INEGI, el municipio cuenta con un total de 28 626 habitantes, siendo 13 906 hombres y 14 720 mujeres. Tiene una densidad de 734.4 hab/km², la mitad de la población tiene 30 años o menos, existen 94 hombres por cada 100 mujeres.
El porcentaje de población que habla lengua indígena es de 0.34 %, el porcentaje de población que se considera afromexicana o afrodescendiente es de 1.07 %. Tiene una Tasa de alfabetización de 99.3 % en la población de 15 a 24 años, de 95.2 % en la población de 25 años y más. El porcentaje de población según nivel de escolaridad, es de 2.9 % sin escolaridad, el 56.9 % con educación básica, el 23.4 % con educación media superior, el 16.7 % con educación superior, y 0.1 % no especificado.
El porcentaje de población afiliada a servicios de salud es de 60.8 %. El 35.5 % se encuentra afiliada al IMSS, el 52.9 % al INSABI, el 8.2 % al ISSSTE, 0.7 % IMSS Bienestar, 2.8 % a las dependencias de salud de PEMEX, Defensa o Marina, 0.4 % a una institución privada, y el 0.3 % a otra institución. El porcentaje de población con alguna discapacidad es de 3.4 %. El porcentaje de población según situación conyugal, el 31.1 % se encuentra casada, el 33.3 % soltera, el 25.0 % en unión libre, el 4.9 % separada, el 0.9 % divorciada, el 4.7 % viuda.
Para 2020, el total de viviendas particulares habitadas es de 7034 viviendas, representa el 0.8 % del total estatal. Con un promedio de ocupantes por vivienda 3.2 personas. Predominan las viviendas con tabique y block. En el municipio para el año 2020, el servicio de energía eléctrica abarca una cobertura del 99.5 %; el servicio de agua entubada un 66.1 %; el servicio de drenaje cubre un 98.7 %; y el servicio sanitario un 98.7 %.

### Localidades

Localidad de Tlaxcoapan.

Localidad de Doxey.

Para el año 2020, de acuerdo al Catálogo de Localidades, el municipio cuenta con 8 localidades.
| Código INEGI | Localidad             | Población (2020) | Porcentaje (%) | Ámbito Población | Categoría Población |
| ------------ | --------------------- | ---------------- | -------------- | ---------------- | ------------------- |
| 130740001    | Tlaxcoapan            | 14 689           | 51.31          | Urbana           | Cabecera municipal  |
| 130740002    | Doxey                 | 7990             | 27.91          | Urbana           | Villa               |
| 130740003    | Teltipán de Juárez    | 4630             | 16.17          | Urbana           | Comunidad           |
| 130740004    | Teocalco              | 1212             | 4.23           | Urbana           | Comunidad           |
| 130740007    | Camino al Tecolote    | 65               | 0.23           | Urbana           | Ranchería           |
| 130740014    | Camino a Puente Negro | 25               | 0.09           | Urbana           | Ranchería           |
| 130740008    | Ejido Grande          | 9                | 0.03           | Urbana           | Ranchería           |
| 130740013    | San Miguel            | 6                | 0.02           | Urbana           | Ranchería           |

## Política
Se erigió como municipio el 15 de febrero de 1826. El Ayuntamiento está compuesto por: un presidente municipal, un síndico, ocho regidores, y cuatro delegados municipales. De acuerdo al Instituto Nacional electoral (INE) el municipio está integrado por 14 secciones electorales, de la 1429 a la 1440. Para la elección de diputados federales a la Cámara de Diputados de México y diputados locales al Congreso de Hidalgo, se encuentra integrado al distrito electoral federal 5 de Hidalgo y al distrito electoral local 14 de Hidalgo.  A nivel estatal administrativo pertenece a la Macrorregión III y a la Microrregión I, además de a la Región Operativa II Tula.

### Cronología de presidentes municipales

Palacio municipal de Tlaxcoapan

| Periodo                  | Nombre                             | Afiliación política        |
| ------------------------ | ---------------------------------- | -------------------------- |
| 16/01/1964 al 15/01/1967 | Eladio Cornejo López               | PRI                        |
| 16/01/1967 al 15/01/1970 | Ernesto Bravo García               | PRI                        |
| 16/01/1960 al 15/01/1973 | Luis Sánchez Ángeles               | PRI                        |
| 16/01/1973 al 15/01/1976 | Enrique Oviedo Cruz                | PRI                        |
| 16/01/1976 al 15/01/1979 | Julio Villegas Oviedo              | PRI                        |
| 16/01/1979 al 02/02/1981 | Julián Leandro Cruz Herrera        | PRI                        |
| 05/02/1981 al 15/01/1982 | Jesús Hernández Hernández          | Interino                   |
| 16/01/1982 al 15/01/1985 | Roberta García Uriostegui          | PRI                        |
| 16/01/1985 al 15/01/1988 | Felipe de Jesús Corona Márquez     | PRI                        |
| 16/01/1988 al 15/01/1991 | Humberto Hernández Sánchez         | PRI                        |
| 16/01/1991 al 15/01/1994 | Enrique Vega Hernández             | PRI                        |
| 16/01/1994 al 15/01/1997 | Leobardo Francisco Hernández Tovar | PRI                        |
| 16/01/1997 al 1999       | Ángel Pérez Rendón                 | PRD                        |
| 1999 al 15/01/2000       | Javier Preciado Granados           | Interino                   |
| 16/01/2000 al 15/01/2003 | Francisco Javier Pérez Lugo        | PRD                        |
| 16/01/2003 al 15/01/2006 | Pedro Tovar Cruz                   | PRI                        |
| 16/01/2006 al 15/01/2009 | Miguel Ángel López Hernández       | PRD                        |
| 16/01/2009 al 15/01/2012 | José Antonio García García         | PAN                        |
| 16/01/2012 al 04/09/2016 | Miguel Ángel López Hernández       | PT                         |
| 05/09/2016 al 04/09/2020 | Jovani Miguel León Cruz            | PAN                        |
| 05/09/2020 al 14/12/2020 | Octavio Alejandro Maturano Malo    | Concejo municipal Interino |
| 15/12/2020 al 04/09/2024 | Jaime Pérez Suárez                 | PVEM                       |
| 05/09/2024 al 04/09/2027 | Teresa Olivares Reyna              | Morena                     |

## Economía

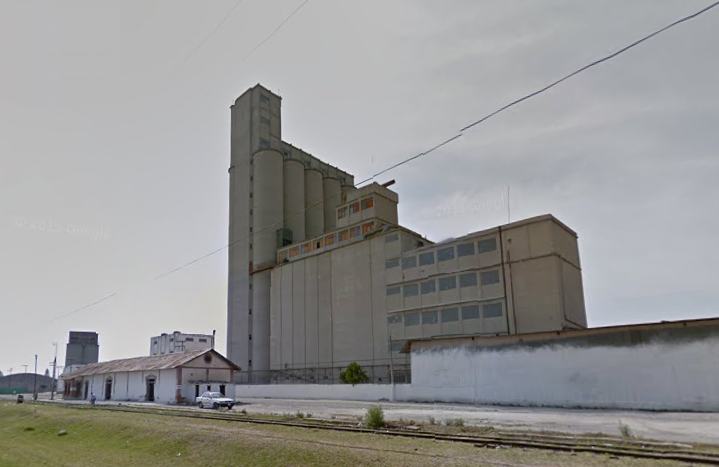
Molino San Pedro.

En 2015 el municipio presenta un IDH de 0.762 Alto, por lo que ocupa el lugar 18.º a nivel estatal; y en 2005 presentó un PIB de $1,473,192,209.00 pesos mexicanos, y un PIB per cápita de $59,561.00 (precios corrientes de 2005).
De acuerdo con el Consejo Nacional de Evaluación de la Política de Desarrollo Social (Coneval), el municipio registra un Índice de Marginación Muy Bajo. El 49.9% de la población se encuentra en pobreza moderada y 9.7% se encuentra en pobreza extrema. En 2015, el municipio ocupó el lugar 25 de 84 municipios en la escala estatal de rezago social.
A datos de 2015, en materia de agricultura en este municipio se cultiva según las hectáreas sembradas de mayor a menor; alfalfa verde (2105 ha), maíz (1582 ha), frijol (579 ha), avena forrajera (44 ha), ejote (55 ha). En ganadería en este municipio se sacrifican mayormente ganado bovino (1893 cab.); ovino (3049 cab.); porcino (2429 cab.); caprino (192 cab.); aves (13 604 av.), comprendiendo aves para carne y huevo y guajolotes.
Para 2015 se cuenta con 1714 unidades económicas, que generaban empleos para 3604 personas. En lo que respecta al comercio, se cuenta con tres tianguis, tres tienda Diconsa y cuatro lecheras Liconsa. De acuerdo con cifras al año 2015 presentadas en los censos económicos del INEGI, la Población Económicamente Activa (PEA) del municipio asciende a 11 378 personas de las cuales 10 907 se encuentran ocupadas y 471 se encuentran desocupadas. El 12.44%, pertenece al sector primario, el 35.55% pertenece al sector secundario, el 50.60% pertenece al sector terciario y el 1.41% no especificaron.